# Ромеро, Карлос (футболист)
Ка́рлос Роме́ро (исп. Carlos Romero; 7 сентября 1927, Уругвай — 28 июля 1999, Уругвай) — уругвайский футболист, нападающий. Чемпион мира 1950.

## Биография
Выступал всю свою карьеру (1947—1962) за уругвайский «Данубио». Признан величайшим игроком «Данубио» за всю историю клуба.
Всего за 16 сезонов провёл в «Данубио» свыше 400 матчей, что является рекордным показателем в истории клуба. В 1954 году помог клубу завоевать серебряные медали чемпионата Уругвая. В 1955 году участвовал в составе клуба в турне по Центральной Америке и Мексике. Уже на закате своей карьеры помог «дунайцам» в 1960 году вернуться в элитный дивизион чемпионата Уругвая.
Ромеро вместе со своим другом и партнёром по «Данубио» Хуаном Бургеньо представляли «Данубио» и в сборной Уругвая на чемпионате мира 1950 года, где оба не сыграли ни одного матча, однако стали чемпионами. Их связка называлась болельщиками и журналистами La Unión, то есть Союз. В 1953 году Ромеро принял участие в чемпионате Южной Америки, где стал одним из лучших игроков турнира.

## Достижения
- Вице-чемпион Уругвая (1): 1954
- Чемпион Уругвая во Втором дивизионе (2): 1947, 1960
- Чемпион мира (1): 1950